# El Heraldo de Marruecos

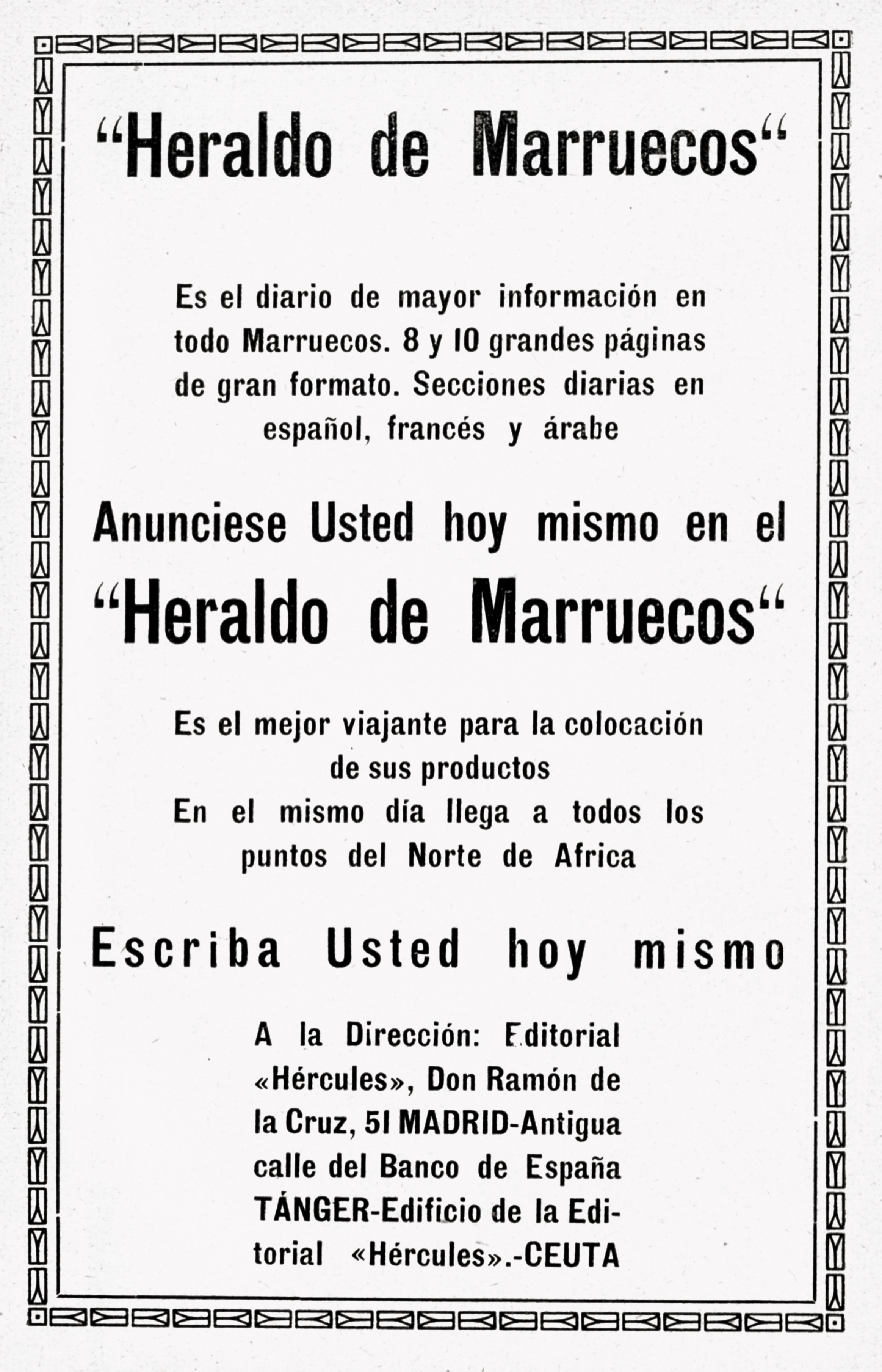
Anuncio del periódico, 1925

El Heraldo de Marruecos  fue un periódico español editado en la ciudad marroquí de Larache, en el territorio del protectorado de Marruecos. El diario se publicó durante la primera mitad del siglo XX.

## Historia
Fundado por Manuel L. Ortega Pichardo en 1925, en el entonces Protectorado español de Marruecos. Durante algún tiempo el diario formó parte de la Compañía Ibero-Americana de Publicaciones (CIAP), empresa que había sido cofundada por Ortega Pichardo junto a Ignacio Bauer. En su momento El Heraldo de Marruecos llegó a tener una cierta influencia social y periodística. Tras el estallido de la Guerra civil el diario fue incautado por las fuerzas sublevadas, y pasó a apoyar la causa franquista. Durante la Segunda Guerra Mundial mantuvo una postura claramente germanófila, apoyando a la Alemania nazi. El diario desapareció tras la independencia de Marruecos.